# Quiet Sun
Quiet Sun — британская группа кентерберийской сцены, стиль которой содержал элементы прогрессивного рока и джаз-рока. В состав группы входили Фил Манзанера (гитары), Билл МакКормик (бас), Дейв Джаррет (клавишные) и Чарльз Хейвард (барабаны).

## История
Группа Quiet Sun, возникшая из группы выпускников Далидж-колледжа под названием Pooh and the Ostrich Feather, была сформирована в 1970 году после того, как Билл МакКормик подружился с Робертом Уайаттом, который был сыном подруги его матери.
Группа соединяла элементы джаза и блестящие клавишные звуки в сложную по структуре музыку в духе Soft Machine. Но энергичная гитара Манзанеры существенным образом отличала Quiet Sun от Soft Machine, которая не использовала гитару в своих альбомах вплоть до 1975 года, делая акцент на духовые и клавишные инструменты.
Quiet Sun просуществовали два года, почти подписали контракт с Warner и Harvest (до прослушивания в Harvest у них не было названия; Harvest потребовали, чтобы они придумали его за тот час, пока они слушали плёнку с записью). За этот период они наработали большую подборку материала, но распались, прежде чем успели воплотить его в виниле. Манзанера ушел в Roxy Music, МакКормик — в Matching Mole, Хейвард — в This Heat, а Джаррет стал учителем математики.
В 1975 году Манзанера арендовал студию для записи своего сольного альбома Diamond Head и одновременно вновь собрал вместе Quiet Sun для записи старого материала группы. Этот первый и единственный альбом группы под названием Mainstream, сделанный с участием Брайана Ино и брата Билла МакКормика, Иэна Маккормика, получил признание критики и даже стал альбомом месяца по версии журнала New Musical Express.
Одна из песен Quiet Sun вошла в альбом Роберта Уайатта Ruth Is Stranger Than Richard под названием «Team Spirit». Кроме того, переработанные версии песен «Rongwrong» и «Mummy was an Asteroid, Daddy was a Small Non-Stick Kitchen Utensil» вошли в альбом 801 Live, в записи которого участвовали Фил Манзанера, Брайан Ино и Билл МакКормик.

## Дискография
- Mainstream (1975)